# Poja (Gapura)
Poja is een bestuurslaag in het regentschap Sumenep van de provincie Oost-Java, Indonesië. Poja telt 1184 inwoners (volkstelling 2010).